# محوطه کمبوس بناری
محوطه کمبوس بناری مربوط به دوران‌های تاریخی پیش از اسلام است و به گفته مورخان قدمت آن به دوران هخامنش برمیگردد و در شهرستان چرام، روستای بناری واقع شده و این اثر در تاریخ ۲۰ آبان ۱۳۷۷ با شمارهٔ ثبت ۲۱۶۲ به‌عنوان یکی از آثار ملی ایران به ثبت رسیده‌است.
طی مطالعاتی که در سال ۶۹ برای کشف معدن فسفات در این منطقه صورت گرفت آثار باستانی بسیاری از دل خاک بیرون آمدند که نشان از تمدن کهن آن منطقه دارد.قواله کمبوس روی منطقه بناری ثبت شده است.